# ユーロトンネルシャトル

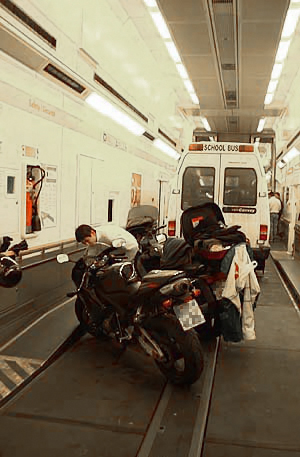
車両内部

ユーロトンネルシャトル (Eurotunnel Shuttle) は、カレー/コケル (Coquelles) とイギリスのフォークストンを結ぶ英仏海峡トンネルのカートレインのシャトルサービスである。正式名称はユーロトンネル・ル・シャトル (Eurotunnel Le Shuttle) で、ル・シャトル (Le Shuttle) と略されることもある。両端に位置するターミナル間の所要時間は約35分となっているが、乗車前に英仏両国の出入国審査を受ける必要があるため、公式サイトでは発車予定時刻の最低45分前に到着するなど、時間に余裕を持った利用を推奨している。
列車は大型バスや乗用車、バイクなどとその乗客が利用する旅客便と、商用輸送トラックなど（とその運転手）が利用する貨物便で別便となっている。

## 車両
シャトルの編成全長は機関車を入れて775メートルという長大編成となる。
旅客便は密閉気密構造式の車両で乗客と乗客の自動車を搬送している。編成は前後二つの部分に分かれ、前半分は大型バスおよび制限高（1.85メートル）よりも車高の高い乗用車用の1層構造の車両となっている（右写真）。繁忙期など乗用車やバイクが多い時にはこちらに積まれる場合もある。編成の後半分には車高1.85メートル以下の自動車やバイクなどが上下2層構造の車両で運ばれる。前半後半ともに先頭と最後部の車両が乗降のための貨車となっている。いずれも後方の貨車から乗り込み、前方の貨車から降りる。この乗降部分はターミナルのホームと段差がなく、そのまま乗り込めるようになっている。また、走行中はこの乗降用貨車も折り畳み式のカバーによって密閉される。内部の様子は地下駐車場などに近い。
トイレは3両ごとに1か所設置され、2階建て車では2階部分にある。1階と2階をつなぐ階段もトイレに隣接して設けられている。1層構造の車両では最前部と最後尾に設置されている。走行中はそれぞれの車両は防火扉で閉じられ、与圧されている。車両間には人間用の扉が設けられているので車両間を移動することはできる。列車の走行中はパーキングブレーキを使用したうえで自動車のエンジンを切らなければいけない。乗客は車の中にいてもよいし、車の外に出て貨車内を移動してもよい。ただし、前述のトイレ以外には座席や自動販売機のような接客設備は一切ない。
トラックなどの大型輸送用車が利用する貨物便は両脇に枠、または一部に屋根のついた半開放型の貨車に、後方の乗降用貨車からそのまま乗り込む（→ピギーバック）。所定の位置に停車し車止めなどで固定したのち、運転手は機関車の次位に連結された客車に移動する。後方の車両から客車までは距離があるため、ホーム上にミニバスが待機して各運転手を客車まで運ぶ。到着後は逆の手順でトラックに戻り、前進して前側の降車用貨車から降りる。
牽引に使用されているのは旅客便・貨物便ともに9形電気機関車で、運行は英仏海峡トンネルの所有者であるゲットリンク（旧グループ・ユーロトンネル）により行われている。ル・シャトル用車両の車両限界はイギリス・フランスどちらの国のものよりも大きいため、区間外の路線を自走することは原則としてできない。メンテナンスを行う場合はターミナル併設の側線か、重整備の場合は陸送でイギリス国内の工場に送られる。

## 利用方法
搬送する車両の大きさにより運賃は異なる。また有効期限の違いや、往復か片道か、優先搭乗サービス等の有無、予約変更の可・不可などの条件により運賃の違うチケットが販売されている。一言で言えば、カーフェリーとLCCを合わせたような料金体系と考えるとわかりやすい（早期予約割引などもある）。チケット1枚につき、車1台と9名までの乗客の運賃が含まれている。
事前予約と同時にカーナンバーも登録しておくことができるが、レンタカーの利用等のために登録できなかった場合はターミナル入場時に有人ゲートに進みその旨を申告する。なお事前予約していない場合には運賃は割高となるだけでなく、空きのある列車が来るまで乗れないという事態にもなりうるので注意が必要である。
ペットは1頭あたり定額割増料金を支払うことで同行できる（犬・猫等の場合。鳥、魚、両生類等は無料：指定IDチップが登録されている場合、検疫も不要）。
ゲートでチケットを発券した後は道路標示・電光掲示板の表示・係員の誘導に従って進む。発券したチケットには乗車する列車を表す文字が書かれており、ターミナル各所にある電光掲示板で乗車予定の列車の情報を確認する。チケットはルームミラーからぶら下げるなどして係員から見やすいようにしておく。

### 駅（ターミナル）
ユーロトンネルシャトルの乗降ターミナルはトンネルの両側坑口を出てすぐのカレー/コケルとフォークストンに位置する。それぞれのターミナルは愛称として行先側国の著名作家の名前を冠しており、フランス側はカレー・チャールズ・ディケンズ・ターミナル（ユーロトンネル・カレー・ターミナル）、イギリス側はフォークストン・ヴィクトル・ユーゴー・ターミナル（ユーロトンネル・フォークストン・ターミナル）と呼称される。いずれのターミナルも自動車専用高速道路と直結しており、フランスのオートルートA16とイギリスのM20モーターウェイから利用できる。
それぞれのターミナルには出入国審査を行う英仏両国のパスポートコントロール/税関が設置されているほか、免税店や飲食店、両替店、トイレ、自動車用充電スタンドなどが備えられた、サービスエリアと空港ターミナルを合わせたような商業施設がある。フォークストンでは出国審査前にのみ商業施設を利用することができるが、カレーでは出入国審査を終えてからでないと利用できないという違いがある。乗合バスに乗車している場合は一度バスから降りて個々に審査を受ける必要がある。
また、前述の優先サービス権 (Flexiplus) を購入した旅客は専用のラウンジと駐車場が（出入国手続き後に）利用でき、無料の軽食や新聞雑誌の無料閲覧サービス、専用トイレ、専用免税店などが利用できる。
乗車予定の列車の発車予定時刻が近くなると待機レーンに進むように表示が出るので、各自動車のサイズにより定められた乗車待ちレーンに移動する。乗車が可能になると係員の誘導に従ってホームに向かい、ホームから列車へと乗り込む。降車の際も係員の指示に従って降車したのち、標示に従って出口へ向かう。すでに入国手続きは済んでいるため、そのまま高速道路に進入して移動可能である。
貨物用トラックの場合は税関検査があるため、乗車までの経路が旅客便利用とは全く別に分けられているが、大まかな流れは同じである。
線路は両ターミナルともループ線となっている。機関車と貨車の車輪の摩耗を左右均一にするため、カレーでは反時計回り・フォークストンでは時計回りのループ線を走行するよう設計されている。

## 歴史
1994年5月に英仏海峡トンネルが開業した2か月後の7月から貨物便の運行が開始された。旅客便の運行は同年の12月にスタートした。
1996年11月18日に、フランスからイギリスへ向けて走行中のトラック用のル・シャトルに積載されていたトラックの積み荷のポリウレタンから出火する事故が発生した。列車はトンネル内で停車し、消防隊によって乗客31名・乗員3名の全員が救助されたが、煙を吸って19名が病院に搬送された。